# 庚午 (広島市)

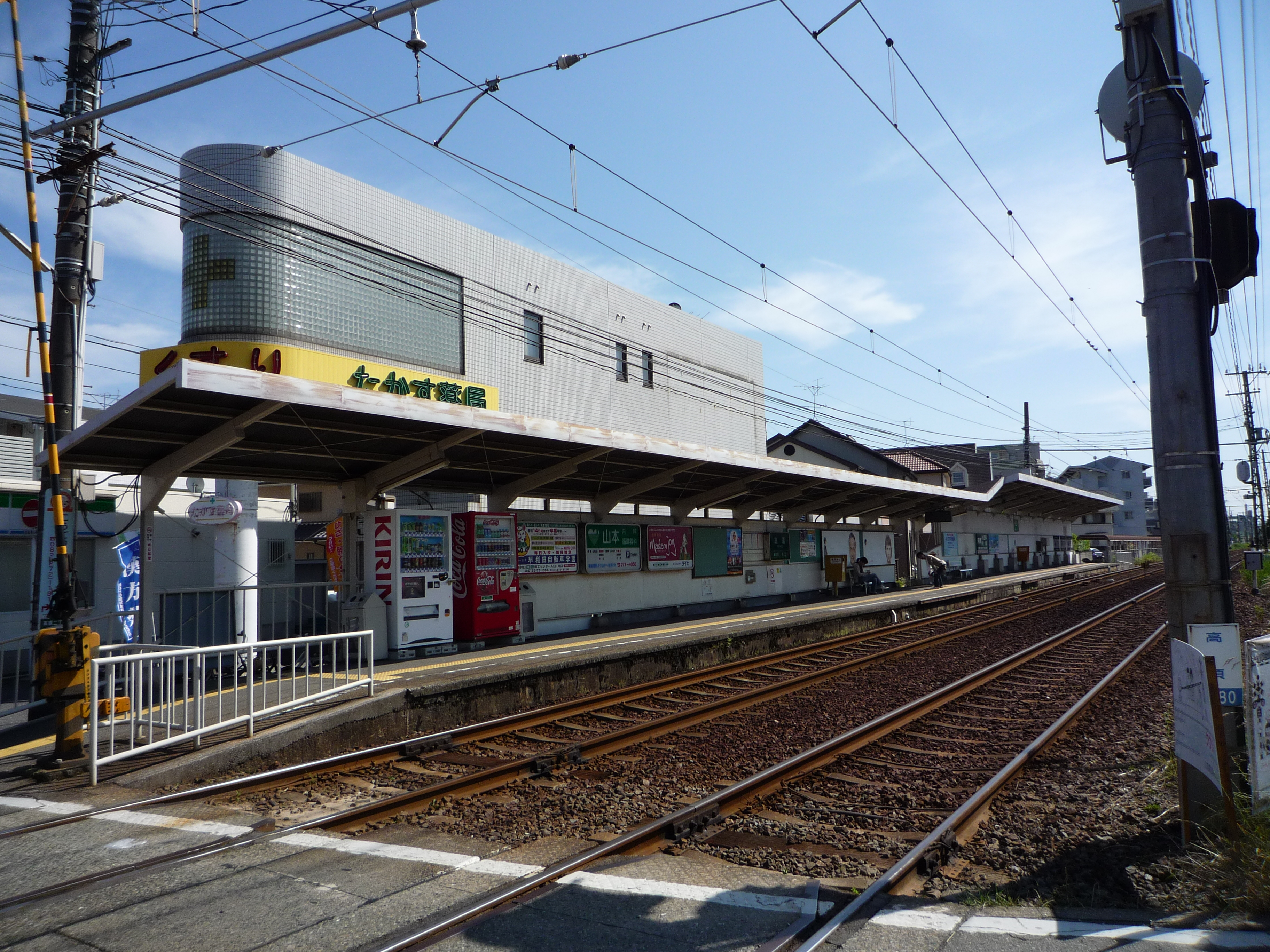
高須駅 / 1922年開業。駅名は地区外の地名であるが庚午地区内に所在。

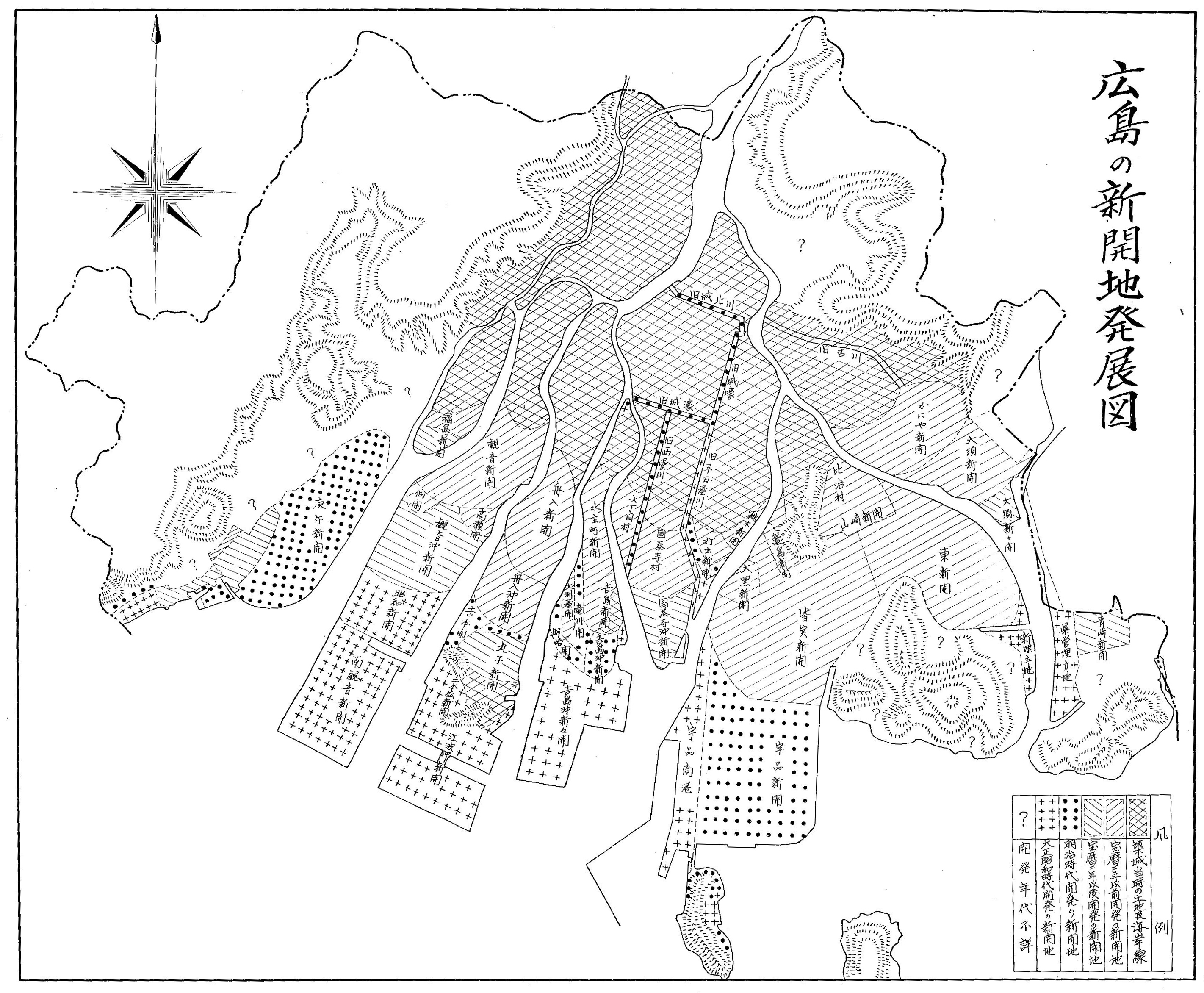
広島の新開地発展図（『概観広島市史』1955年） / 「庚午新開」が明治期の造成であることが示されている。

庚午（こうご）は、広島市西区の地名。ここでは名称に「庚午」を冠する各町（庚午北・庚午中・庚午南）について取り扱う。庚午北、庚午中はそれぞれ一丁目から四丁目まで、庚午南は一丁目から二丁目まである。当地域の人口は19,736人。旧町名は「庚午町」（ - ちょう）。

## 地理
太田川放水路下流域の西岸に位置する。

## 歴史
1869年（明治2年）広島では凶作により多数の困窮者が発生し、その救済のため広島藩は大規模な干潟干拓工事を行った。1870年（明治3年）現在の庚午地区に整備された干拓地は、この年の干支「庚午（かのえうま、こうご）」にちなみ「庚午新開（こうごしんがい）」と命名された。
隣接する草津地区が古くからの漁村であることと対照的に、庚午地区ではサツマイモ、大根などの野菜の栽培に力を入れた。戦後の困窮期には学校の校庭でもサツマイモが盛んに作られ、広島市立庚午中学校は地元民から「イモ中」と呼ばれた。
その後、食糧事情の安定と共に農業は商工業に推移していき、現在では新興の住宅や店舗が立ち並ぶ近代的な町並みに発展し、人口は近年も増加傾向にある。
- 1869年：現在の庚午地区一帯の干潟干拓工事着工。
- 1870年：干拓工事竣工。整備された土地は「庚午新開」と命名。
- 1889年：町村制施行により草津村が設置。「佐伯郡草津村大字庚午新開」。
- 1909年：草津村が町制施行され草津町に。「佐伯郡草津町大字庚午新開」
- 1929年：草津町が広島市に編入合併。「広島市草津町大字庚午新開」。
- 1933年：草津町大字を「草津東」「草津本町」「草津南町」「草津浜町」「庚午町」に再編。
- 1967年：庚午町を「庚午中」「庚午南」「庚午北」に再編。
- 1980年：広島市の政令指定都市移行の際「広島市西区」に編入され、現在の地名「広島市西区庚午中1丁目 - 4丁目、庚午南1丁目・2丁目、庚午北1丁目 - 4丁目」となる。

## 交通

### バス
- 25号 草津線（広島バス[3]）：広島駅・紙屋町・平和記念公園・西区役所前・己斐方面 - 庚午北2丁目 - 庚午北4丁目 - 庚午中1丁目 - 庚午中3丁目 - 庚午住宅入口 - 草津・アルパーク方面 / 庚午住宅方面
- 50号 東西線（広島バス）：広島駅・日赤病院前・吉島西・舟入南・観音新町方面 - 庚午中4丁目 - 庚午住宅入口 - 草津・アルパーク方面
- 54,55号 西広島バイパス線（市役所前経由 広電バス[4]）：広島バスセンター・市役所前・加古町・舟入本町・旭橋入口方面 - 旭橋西 - 古江・西広島バイパス方面

### 鉄道
広島電鉄宮島線の以下の4駅が最寄りである。（場所により最寄りとなる駅が異なる）
- 広島電鉄宮島線 2号線：（広島駅・紙屋町・広電西広島方面） - 東高須駅 - 高須駅 - 古江駅 - 草津駅 - （商工センター入口・広電宮島口方面）
  - 東高須駅（庚午北二丁目） - 「高須」は地区外の地名であるが、駅自体は庚午地区内に所在。
  - 高須駅（庚午北三丁目） - 同上。
  - 古江駅 - 隣接する古江地区に所在。
  - 草津駅 - 隣接する草津地区に所在。

## 施設

### 教育施設
- 広島市立庚午小学校
- 広島市立庚午中学校

### 宗教施設
- 庚午神社

### スポーツ施設
- 広島市西区スポーツセンター
- 草津公園野球場